# Dwudziesty dziewiąty rząd Izraela
Dwudziesty dziewiąty rząd Izraela – rząd Izraela, sformowany 7 marca 2001, którego premierem został Ariel Szaron z Likudu. Rząd został powołany przez koalicję mającą większość w Knesecie XV kadencji, po upadku rządu Ehuda Baraka. Funkcjonował do 28 lutego 2003, kiedy to powstał rząd również pod przywództwem Ariela Szarona.